# Our Choice
Az Our Choice (magyarul: A mi választásunk) az izlandi Ari Ólafsson dala, mellyel Izlandot képviselte a 2018-as Eurovíziós Dalfesztiválon Lisszabonban. A dal a 2018. március 3-án rendezett izlandi nemzeti döntőben nyerte el az eurovíziós indulás jogát.

## Eurovíziós Dalfesztivál
A dalt az Eurovíziós Dalfesztiválon a május 8-i első elődöntőben adta elő, fellépési sorrendben másodikként az Azerbajdzsánt képviselő Aisel X My Heart című dala után és az Albániát képviselő Eugent Bushpepa Mall című dala előtt. Az elődöntőben a tizenkilencedik, utolsó helyen végzett, így nem jutott tovább a május 12-i döntőbe. Ez volt sorozatban a negyedik alkalom, hogy az országot képviselő dal nem jutott tovább a dalfesztivál döntőjébe.
A következő izlandi induló a Hatari Hatrið mun sigra című dala volt a 2019-es Eurovíziós Dalfesztiválon.